# Billy Jenkins (Buchreihe)
Billy Jenkins war eine Western-Heftroman- und Leihbuchserie, die zunächst zwischen 1934 und 1939  im Werner-Dietsch-Verlag und dann wieder zwischen 1949 und 1963 erschien. Die neuere Buchserie lief von 1951 bis 1958 im Uta-Verlag, die Heftromane von 1949 bis 1963, zunächst Uta- später im Pabel-Verlag.
Die von 22 Autoren (vor allem Paul Oscar Erttmann) unter den verschiedensten Pseudonymen verfassten Hefte und Bücher der ersten Serie(n) zogen ihre Anziehungskraft aus der angeblichen Urheberschaft des damals bekannten Artisten Billy Jenkins, der für die Nutzung seines Namens vom Verlag bezahlt wurde. 1939 wurde Billy Jenkins – wie alle anderen „englisch“ klingenden Serienhelden – von den Nationalsozialisten verboten.
Parallelreihen, die ebenfalls im Uta-Verlag im gleichen Format erschienen, waren Tom Prox und Pete. Es erschienen auch Hefte bzw. Bücher mit Geschichten mit beiden erstgenannten Westernhelden, etwa Der Unsichtbare. Ein Abenteuer der Westmänner Billy Jenkins und Tom Prox. In: Billy Jenkins Wild-West-Erzählungen Band 23. Die Hefte mit blauen Umschlägen wurden meist über Kioske verkauft oder über kleine private Leihbüchereien ausgeliehen.
Zu den Autoren der Serie gehörte unter anderem Gert Fritz Unger, Rolf Randall, Anton Maly und Nils Krüger.